# Azul de ftalocianina BN
Azul de ftalocianina BN, também chamado azul Monastral, ou azul ftalo, é um pigmento sintético azul brilhante do grupo dos corantes Ftalocianinas. É classificado com o CAS 147-14-8,, EINECS 205-685-1).
Foi desenvolvido primeiramente como um pigmento em meados dos anos 1930. Seu azul brilhante é freqüentemente usado em tintas e corantes. É altamente valorizado por suas propriedades superiores, tais como a solidez à luz, a intensidade de coloração, o poder de cobertura e a resistência aos efeitos de álcalis e ácidos. Tem a aparência de um pó azul, insolúvel em água e na maioria dos solventes. A história anedótica do composto é que um químico na planta de ftalimida da ICI foi perturbado pela contaminação azul do produto. Isto foi rastreado para um subproduto formado quando a ftalimida reagiu com vestígios de ferro a partir do reator de metal. O químico tomou amostras deste azul e usando ácido sulfúrico como solvente, conseguiu produzir um pigmento viável. Este foi convertido no azul com cobre centrado e vendido sob o nome comercial Monastral. Foi experimentada a dificuldade na formação de dispersões estáveis com as primeiras formas alfa, especialmente em misturas com titânio rutilo, onde o pigmento azul tendia a flocular. A forma beta foi mais estável, assim como a forma alfa estabilizada melhorada. Hoje, existem ainda mais formas isoméricas disponíveis.

## Sinônimos e marcas registradas
A substância, nome químico (29H,31H-ftalocianinato(2-)-N29,N30,N31,N32)cobre (ou ftalocianina cobre), é também conhecido como azul monastral, azul ftalo, azul helio, azul talo, azul Winsor, azul de ftalocianina, C.I. Pigmento Azul 15:2, azul ftalocianina cobre, tetrabenzoporfirazina cobre, Cu-Phthaloblue ("Cu-Fftaloazul"), PB-15, PB-36, C.I. 74160 e Azul British Rail. Existem outros numerosos nomes de marcas e sinônimost. A abreviação "CuPc" é também usada.

## Aplicações

### Tintas
Devido à sua estabilidade, azul ftalo é também usado em tintas, revestimentos e muitos plásticos. O pigmento é insolúvel e não tem tendência para migrar no material. É um pigmento padrão usado na tinta de impressão e na indústria de embalagens.
Um componente comum na paleta do artista, azul ftalo é um azul leve com um viés para o verde. Ele tem intensidade de coloração intensa e facilmente sobrepõe-se a mistura quando combinado com outras cores. É uma cor de coloração transparente e pode ser aplicada usando técnicas de envidraçamento.
A produção industrial era da ordem de 10 mil toneladas por ano nos anos de 1980–90 apenas no japão. É o pigmento de maior volume produzido.
Azul de ftalocianina BN é também usado como um material fonte para a fabricação de verde ftalocianina G.

### Aplicações fotovoltaicas
Ftalocianina cobre, frequentemente referida como CuPc, é igualmente um material principal usado na pesquisa de células solares orgânicas. É muito adequado para células solares de película fina devido à sua alta estabilidade química e crescimento uniforme. CuPc geralmente desempenha o papel de doador de elétrons em células solares baseadas em doadores/receptores. Uma das arquiteturas de doadores/aceitadores mais comuns é CuPc/C60 (Buckminsterfulereno) o qual rapidamente se tornou um sistema modelo para o estudo de pequenas moléculas orgânicas. A eficiência de conversão de fótons a elétrons neste sistema atinge aproximadamente 5%.

### Computação quântica
O composto pode também ter usos no desenvolvimento de computação quântica devido à extensão de tempo em que seus elétrons podem existir em um estado de superposição quântica. CuPc pode ser facilmente processado em uma película fina para uso na fabricação do dispositivo, o que o torna um candidato atraente para o armazenamento qubit.

## Estrutura, reatividade e propriedades

Azul de ftalocianina BN

Azul de ftalocianina (C32H16N8Cu) um complexo de  cobre com ftalocianina. Sua massa molecular é 576,08, ponto de fusão 600 °C (1 112 °F) (com decomposição), a substância é praticamente insolúvel em água (< 0.1 g/100 ml a 20 °C (68 °F)), mas solúvel em ácido sulfúrico concentrado. Densidade do sólido é ~1.6 g/cm3. A cor é devida a uma transição eletrônica π-π*, com λmax ~ 610 nm.

### Fases cristalinas
Os compostos de ftalocianina pertencem ao grupo pontual D4h e pode cristalizar em várias formas chamadas polimorfos. Até à data, quatro diferentes polimorfos foram identificados: fases α, β, ɣ e x. As duas estruturas mais comuns em CuPc são a fase β e a fase α metaestável. Essas fases podem ser distinguidas pela sobreposição de suas moléculas vizinhas. A fase α tem uma sobreposição maior e, portanto, um menor espaçamento Cu-Cu (~ 3.8 Å) comparada à fase β (~ 4.8 Å).

### Toxicidade e perigo
O composto não é biodegradável, mas não é tóxico para peixes ou plantas. Não foram associados perigos específicos a este composto. LD50 em mamíferos é estimada em mais de 5 g por kg, sem efeitos adversos encontrados nesse nível de ingestão, para níveis crônicos de ingestão preocupantes, foram encontrados a 0.2 g/kg ou maiores. Não há evidência de efeitos cancerígenos ainda conhecidos. Existem algumas evidências de que a exposição à ftalocianinas pode causar sérios defeitos congênitos nos embriões em desenvolvimento.